# Galerie Neue Meister
La Galerie Neue Meister è una pinacoteca di Dresda, ospitata all'interno dell'Albertinum e fa parte dello Staatliche Kunstsammlungen Dresden: raccoglie opere di circa trecento artisti, esponenti del romanticismo, realismo e impressionismo.

## Storia e descrizione
Una sezione dedicata all'arte contemporanea all'interno della Gemäldegalerie Alte Meister viene iniziata nel 1843 per volere di Bernhard von Lindenau, direttore del museo reale, il quale donò circa settecento talleri per l'acquisto di opere: a questi si aggiunse un contribuito dal concilio accademico, responsabile sia della galleria che dell'Accademia di belle arti di Dresda; tuttavia il budget era comunque ridotto ed al 1882 la collezione vantava solo quattro opere, ossia due di Caspar David Friedrich e due di Adrian Ludwig Richter. Fu però sotto la direzione di Karl Woermann che la pinacoteca si arricchì notevolmente di opere contemporanea, grazie anche all'impulso dato dall'esposizione d'arte internazionale, tenutasi a Dresda nel 1987; opere romantiche, impressioniste e realiste tedesche furono acquistate sotto Hans Posse, direttore del museo dal 1910.
Nel 1931 la collezione prese il nome di Galerie Neue Meister e fu spostata in un edificio sulla Brühlsche Terrasse: la campagna nazista sulla cosiddetta arte degenerata portò alla confisca e alla vendita di cinquantasei pitture, tra cui alcune di Edvard Munch, Max Beckmann e Emil Nolde; durante il bombardamento di Dresda nel 1945, centonovantasei dipinti furono distrutti dal fuoco di un incendio. La pinacoteca venne rifondata nel 1959 e spostata definitivamente all'interno dell'Albertinum nel 1965: successivamente tutte le opere andate perdute nel corso della seconda guerra mondiale furono riacquistate. L'alluvione del 2002 provocata dal fiume Elba rese necessari lavori di restauro dell'edificio e dei suoi depositi: questo venne riaperto nel 2010.
Sono circa trecento i pittori esposti nella galleria per un totale di oltre tremila opere, datate dal XIX secolo all'epoca contemporanea. Tra le opere si segnalano quelle dei romantici Caspar David Friedrich e Adrian Ludwig Richter, degli impressionisti Lovis Corinth e Max Slevogt, degli espressionisti Emil Nolde, appartenente al gruppo dei Die Brücke, e Otto Dix, appartenente al gruppo della Nuova oggettività, ed i contemporanei Neo Rauch e Luc Tuymans; sono inoltre esposte opere di Max Beckmann, Paul Gauguin, Ernst Ludwig Kirchner, Paul Klee, Paula Modersohn-Becker, Claude Monet, Edvard Munch ed un'opera di Vincent van Gogh, a cui si aggiungono una sala dedicata a Georg Baselitz, una a A. R. Penck e una a Gerhard Richter.